# Bhisho
Bhisho (korábban Bisho) dél-afrikai település, Kelet-Fokföld tartomány székhelye. A Premier Hivatala, a Tartományi Törvényhozás és sok más kormányzati szerv székhelye a városban található. Qoncétől három kilométerre és Kelet-Londontól 70 kilométerre fekvő városka a Buffalo City Nagyvárosi Önkormányzat része.

## Történelem

### Nevének eredete
Nevét feltételezések szerint egy xhosza szóból kapta, aminek jelentése bivaly. A városon áthaladó folyó (Buffalo river) is a bivaly nevet viseli. 

### Ciskei fővárosaként
Amikor 1981-ben Ciskei bantusztán névlegesen függetlenné vált  (A Dél-afrikai Köztársaságon kívül ezt más ország nem ismerte el), Bhisho lett a fővárosa. A város az 1980-as évek elején Lennox Sebe vezetése alatt intenzív fejlődési időszakon ment keresztül.
1983-ban Bhisho testvérvárosi megállapodást írt alá a Ciszjordániában elhelyezkedő Ariel településsel. Ennek eredménye képpen izraeli vállalkozók és technikusok két kórházat építettek Bhishoban. 1985-re mintegy 200 izraeli állampolgár volt a város lakosa.

## Fordítás
Ez a szócikk részben vagy egészben  a   Bhisho című angol Wikipédia-szócikk ezen változatának fordításán alapul.  Az eredeti cikk szerkesztőit annak laptörténete sorolja fel. Ez a jelzés csupán a megfogalmazás eredetét és a szerzői jogokat jelzi, nem szolgál a cikkben szereplő információk forrásmegjelöléseként.